# AgustaWestland AW149
AgustaWestland AW149 – wielozadaniowy śmigłowiec wyprodukowany przez przedsiębiorstwo Leonardo (dawniej AgustaWestland), przeznaczony do zadań transportowych, bezpośredniego wsparcia lotniczego, ratownictwa bojowego i morskiego, jako stanowisko dowodzenia i inne. Śmigłowiec jest powiększoną wersją śmigłowca AgustaWestland AW139.

## Historia

### Projekt

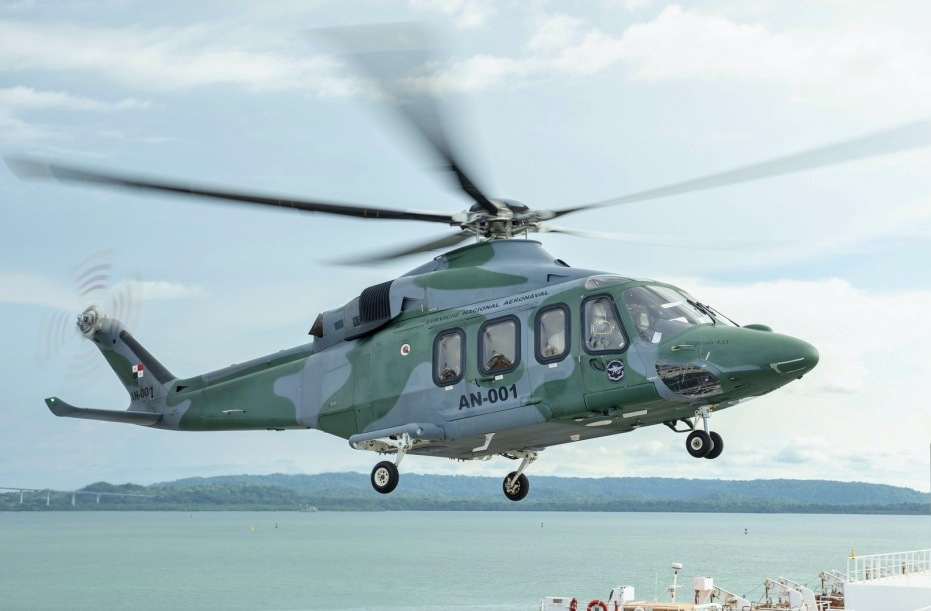
AW139 z którego wywodzi się wersja AW149

AW149 powstał jako odpowiedź przedsiębiorstwa na zamówienie przez Włoskie Siły Zbrojne na nowy śmigłowiec ratowniczy. Do tej pory AgustaWestland oferowała maszyny lekkie typu AW109 LUH i ciężkie AW101. Pomiędzy nimi był średni śmigłowiec AW139M, którego głównym polem działania była jednak służba cywilna oraz 6-tonowy AgustaWestland AW159. Koncepcji budowy AW149 przyświecała myśl opracowania średniego śmigłowca transportowego, zdecydowanie lepiej radzącego sobie na współczesnym polu walki niż AW139, o większej ładowności niż AW159, o podobnych możliwościach bojowych jak NHI NH90 (w którego produkcji AgustaWestland ma również swój udział), ale tańszego od niego w eksploatacji, a co za tym idzie będącego zdecydowanie korzystniejszym wyborem dla potencjalnych użytkowników cywilnych. Podczas targów Farnborough International Airshow, odbywających się w Farnborough, w 2006 roku ujawniono publicznie informację o rozpoczęciu prac nad nowym śmigłowcem. Prace nad nową maszyną koncentrowały się w dwóch ośrodkach przedsiębiorstwa, w brytyjskim Yeovil prowadzono prace konstruktorskie, a sam prototyp budowano we włoskim Cascina Costa. W 2009 roku, na odbywającym się w Paryżu Międzynarodowym Salonie Lotniczym zaprezentowano po raz pierwszy makietę nowego śmigłowca w skali 1:1. Ukończony pierwszy prototyp (P1) po raz pierwszy wzbiła się w powietrze 13 listopada 2009 roku w zakładach Leonardo w Vergiate. Za jego sterami siedział szef pilotów doświadczalnych przedsiębiorstwa Giuseppe Lo Coco, który odbył 20-minutowy lot. Drugi prototyp (P2) po raz pierwszy wzbił się w powietrze 26 lutego 2011 roku. Oblatany egzemplarz prezentował docelową konfigurację, z silnikami CT7-2E1, nowym układem przeniesienia mocy, nowym wirnikiem głównym i ogonowym. Ukończony egzemplarz (był nim P2), po raz pierwszy zaprezentowano publicznie również na Międzynarodowym Salonie Lotniczym w Paryżu w czerwcu 2011 roku. Do czasu prezentacji, obydwa prototypy wykonały łącznie ponad 170 lotów, spędzając w powietrzu ponad 250 godzin. W trakcie tego samego wydarzenia, producent zapowiedział budowę cywilnej wersji śmigłowca, oznaczonej jako AW189. Maszynę oblatano 21 grudnia 2011 roku. Wybudowano jeszcze trzy prototypy P4, P5 i P6, które posłużyły do przeprowadzenia dalszych prób. Na P4 sprawdzono działanie zewnętrznych zaczepów uzbrojenia. P5 został demonstratorem wersji poszukiwawczo-ratowniczej przeznaczonej na rynek cywilny. P6 był wykorzystywany przez producenta jako maszyna pokazowa, demonstrowana na pokazach i targach lotniczych.
Podczas targów Farnborough International Airshow odbywających się w dniach 14 - 20 lipca 2014 roku, 15 lipca, AW149 przyznano wojskowy certyfikatu typu, wydany przez Zarząd Uzbrojenia Lotniczego i Nawigacji Lotniczej (Direzione degli Armamenti Aeronautici e per l'Aeronavigabilità). Stało się to możliwe po pomyślnym przejściu badań w wojskowym ośrodku doświadczalnym Reparto Sperimentale di Volo znajdującym się w bazie Pratica di Mare zlokalizowanej niedaleko Rzymu. 

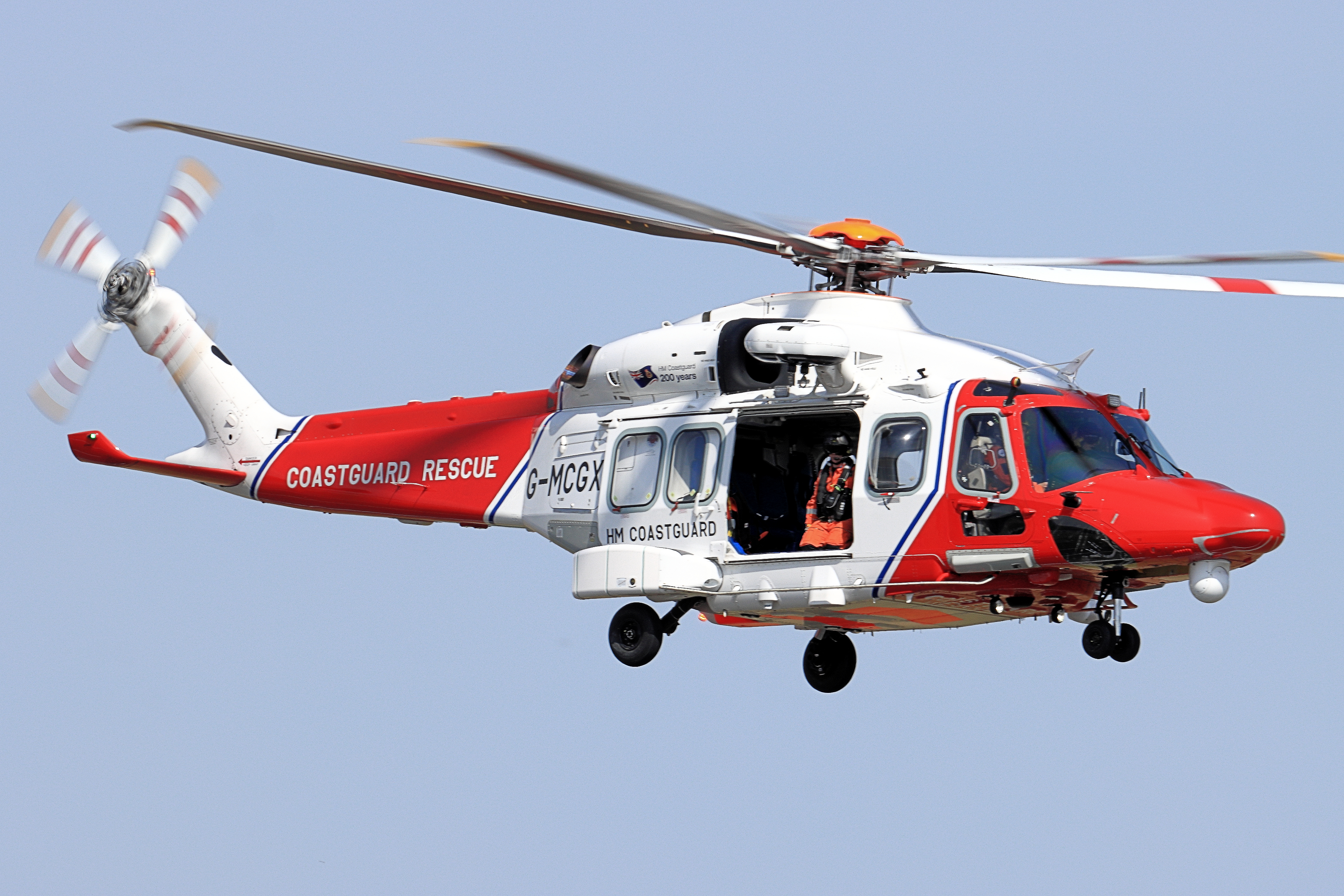
AW189 w barwach His Majesty's Coastguard

## Konstrukcja

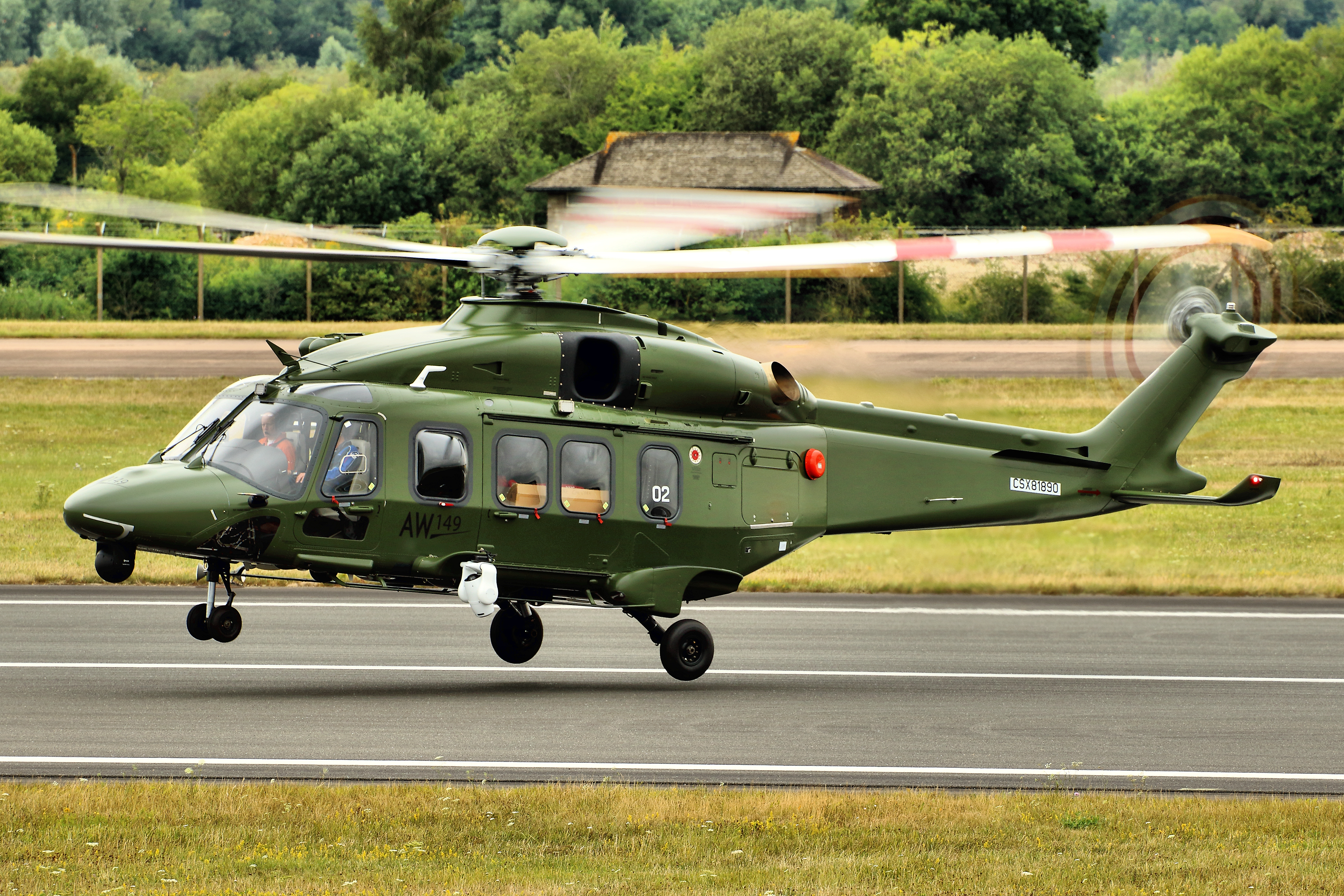
AW149 zaprezentowany na Royal International Air Tattoo w 2015 roku

AgustaWestland AW149 wybudowano w klasycznym układzie konstrukcyjnym z pojedynczym wirnikiem nośnym i śmigłem ogonowym. Od samego początku, maszynę projektowano pod kątem spełnienia restrykcyjnych wymagań sił zbrojnych. Śmigłowiec charakteryzuje się dużą odpornością konstrukcji na zderzenia z ptakami, przestrzelenia pociskami i uderzeniem w ziemie. Przykładem rozwiązań konstrukcyjnych powstałych z myślą o przeżywalności na polu walki są dwa niezależne od siebie układy hydrauliczne i dwa elektryczne. Każdy z nich poprowadzono w dużej odległości od siebie, dzięki czemu pojedyncze przestrzelenie nie jest w stanie uszkodzić obydwu układów na raz. Zbiorniki paliwa osłonięto samouszczelniającymi się okładzinami. Wpływ na przeżywalność załogi ma również konstrukcja zbiorników paliwa, zaprojektowanych tak aby po uderzeniu śmigłowca w ziemie nie doszło do ich rozerwania i rozlania paliwa. Podobne zabezpieczenie posiada przedział silnikowy, dzięki czemu potencjalna eksplozja jednostki napędowej nie powinna powodować rozrzucenia części silnika. Nawet po przestrzeleniu łopaty wirnika głównego pociskiem kalibru 12,7 mm śmigłowiec może kontynuować lot przez około 90 min. Przekładnia główna, ogonowa i pośrednia mogą pracować bez smarowania z pełną mocą silników  przez około 50 minut. W tym czasie śmigłowiec może pokonać dystans około 185 km. Maszynę wyposażono w system samoobrony, w którego skład wchodzą czujniki ostrzegające o opromieniowaniu śmigłowca przez radar i laser oraz system ostrzegający o nadlatujących pociskach rakietowych. 
Duży udział w konstrukcji skorupy AW149 odgrywają kompozyty. Dojście do kabiny ładunkowej, w której może pomieścić się 16 żołnierzy z pełnym wyposażeniem lub maksymalnie 19 żołnierzy z lekkim wyposażeniem, zapewniają duże przesuwane do tyłu drzwi o szerokości 1,42 m. Kabina transportowa ma 3,47 m długości, 2,24 m szerokości, 1,42 m wysokości i 11,2 m³ objętości. W wersji medycznej możliwe jest przewożenie czterech piętrowych standardowych noszy lub moduł medyczny z trzema noszami. Za kabiną ładunkową znajduje się zbiornik paliwa lotniczego. Fotele obydwu pilotów są opancerzone, dodatkowo cały kokpit i kabina desantowa może być osłonięta lekkim pancerzem. Śmigłowiec posiada trójpodporowe podwozie, częściowo chowane w locie. Przednie, składające się z dwóch kół, chowane jest w kadłub, główne (dwa golenie z pojedynczymi kołami) do bocznych owiewek po obu stronach kadłuba. Konstrukcja podwozia może absorbować energię zderzenia z ziemią z prędkością 12,8 m/s, cywilne normy zakładają zaabsorbowanie energii zderzenia do maksymalnej prędkości opadania 2,4 m/s. 
Napęd stanowią dwa silniki turbowałowe GE Aerospace CT7-2E1 wyposażone w elektroniczny układ sterowania FADEC o maksymalnej mocy startowej 1479 kW (1983 KM) i mocy ciągłej 1395 kW (1870 KM). W pierwszym prototypie zastosowano silniki PWC PT6C-67C z AW139. Przewidziano również zastosowanie francuskiego silnika Safran Aneto-1K o maksymalnej mocy startowej 1827 kW (2450 KM) i mocy ciągłej 1715 kW (2300 KM). Jednostki wyposażone są w system przeciwpożarowy. Francuska jednostka, dzięki większej mocy lepiej sprawdza się w warunkach dużej wilgotności, temperatury i wysokości. Jest jednak większa od amerykańskiej jednostki i ma większe zużycie paliwa. Silniki uruchamiane są dzięki pomocniczej jednostce napędowej francuskiego Safrana o mocy 60 kW.
Śmigłowiec ma pięciołopatowy wirnik z możliwością zastosowania instalacji przeciwoblodzeniowej. Uzbrojenie podwieszane będzie na zewnętrznych węzłach uzbrojenia. Śmigłowiec charakteryzuje się niską syganturą akustyczną, termiczną, na dyszach wylotowych spalin zamontowano układ chłodzenia IRSS - Infrared Siganture Suppression amerykańskiej firmy Davis Engineering, radiolokacyjną i elektromagnetyczną, parametry te mają utrudnić wykrycie maszyny. W przypadku maszyn przeznaczonych do realizacji zadań nad akwenami, przewidziano możliwość instalacji awaryjnych, nadmuchiwanych pływaków, pozwalających utrzymać śmigłowiec na powierzchni przy stanie morza do 6 w skali Beauforta.
Załoga ma do dyspozycji cyfrową awionikę, podatną na modyfikacje, system zarządzania lotem, system nawigacyjny, identyfikacji swój-obcy, system ulepszonej wizualizacji otoczenia, szyfrowanej łączności i monitorowania stanu technicznego śmigłowca. Radar nawigacyjno-pogodowy, pod nosem maszyny umieszczona została głowica obserwacyjna z kamerami telewizyjną i termowizyjną, na życzenie potencjalnego odbiorcy producent przewiduje również umieszczenie w głowicy laserowego dalmierza/wskaźnika celów. Cztery kolorowe monitory LCD podają załodze wszelkie niezbędne informacje. Kabina przystosowana jest do obsługi przez załogę wyposażoną w gogle noktowizyjne.
Jako wyposażenie dodatkowe, producent przewidział możliwość między innymi instalacji haka do podwieszania ładunków pod kadłubem śmigłowca o maksymalnej masie 2800 kg, reflektora, nożyc do przecinania przewodów podczas kolizji, wyciągarkę, przeciwoblodzeniowy system łopat wirnika głównego, wewnętrzny, dodatkowy zbiornik paliwa.

## Uzbrojenie
Śmigłowiec na swoim pokładzie może przenosić uzbrojenie strzeleckie oraz kierowane pociski rakietowe powietrze-ziemi i powietrze-powietrze oraz niekierowane pociski rakietowe kalibru 70 mm. Uzbrojenie strzeleckie można montować w drzwiach kabiny ładunkowej, karabiny maszynowe kalibru 7,62 mm i 12,7 mm lub podwieszać na zewnętrznych zaczepach zasobniki strzeleckie z karabinami 12,7 mm lub działkami 20 mm.

## Użytkownicy
AgustaWestland brała udział w konkursie na nowy wielozadaniowy śmigłowiec dla Sił Zbrojnych Republiki Tureckiej (TUHP/Turkish Utility Helicopter Programme). W 2011 roku Turcja wybrała śmigłowiec S-70i Black Hawk. Kontrakt na 109 śmigłowców oznaczonych T70 podpisano w 2014 roku. Dostawy śmigłowców zaczęły się z kilkuletnim opóźnieniem w połowie grudnia 2022 roku. 
Pierwszym zagranicznym nabywcą nowych śmigłowców została Tajlandia. 19 sierpnia 2016 roku podpisano kontrakt na zakup pięciu AW149. Maszyny były przeznaczone dla tajlandzkich wojsk lądowych. Dodatkowe cztery maszyny tego samego typu zakupiono dla Królewskiej Tajlandzkiej Policji. Zamówione śmigłowce dostarczono w 2017 roku. W siłach lądowych AW149 zastąpiły wysłużone Bell UH-1H. Śmigłowce wojskowe trafiły na stan 1. Batalionu Lotniczego. Tajowie mieli już doświadczenie w eksploatacji podobnych maszyn. W grudniu 2012 roku i styczniu 2014 roku do kraju trafiły zakupione AW139 w wersji VIP. Między grudniem 2015 roku a majem 2017 roku dostarczono AW139 w standardowej wersji transportowej.
W kwietniu 2019 roku francuskie media upubliczniły informacje, iż Egipt podjął decyzje o wyborze AW149, jako maszyny pokładowej dla należących do Egipskiej Marynarki Wojennej okrętów desantowych-doków i śmigłowcowców typu Mistral „Gamal Abdel Nasser” i „Anwar El Sadat”. Pozostawiając w pokonanym polu drugiego kandydata, śmigłowiec NHI NH90. Producent w żaden sposób nie odniósł się do tych doniesień. W 2020 roku, włoskie Ministerstwo Spraw Zagranicznych i Współpracy Międzynarodowej opublikowało raport dotyczący sprzedaży włoskiego uzbrojenia w roku 2019. Znalazła się tam informacja, iż Włochy sprzedały Egiptowi 24 AW149 i osiem AW189, kontrakt zawierał opcje sprzedażową na kolejne dziesięć egzemplarzy AW149. Według informacji opublikowanej przez brytyjskie media 18 stycznia 2021 roku, do Egiptu dotarła partia pierwszych pięciu zamówionych maszyn, były to śmigłowce w wersji transportowej. Latem tego samego roku rozpoczęły się dostawy maszyn w wersji poszukiwawczo-ratowniczej. Z upublicznionych informacji wynika, iż Egipt jest w posiadaniu dziewięciu śmigłowców w wersji poszukiwawczo-ratowniczej i szesnastu w standardowej wersji transportowej. Transportowe maszyn weszły w skład 14. Eskadry a ratownicze 11. Eskadry. Obydwie eskadry wchodzą w skład 545. Skrzydła Lotniczego.
PZL Świdnik wystawił AW149 w przetargu na śmigłowiec wielozadaniowy (oparty na wspólnej platformie) dla Wojsk Lądowych, Marynarki Wojennej i Sił Powietrznych, ogłoszony 29 marca 2012 roku. Początkowo miało być zakupionych 26 maszyn w czterech wersjach dla zastąpienia Mi-8 i Mi-14. W 2013 roku liczbę śmigłowców zwiększono do 70 sztuk, w tym 48 transportowych. Termin składania ofert upłynął 30 grudnia 2014. Na zakup 70 śmigłowców z dostawami w latach 2017-2022 zarezerwowano 11,5 mld PLN. 21 kwietnia 2015 roku Ministerstwo Obrony Narodowej dopuściło do fazy testów śmigłowiec Airbus H2250M Caracal z zamiarem zakupu 50 śmigłowców za 13,5 mld PLN, w wersjach: 16 transportowych, 13 ratownictwa bojowego (CSAR), 8 wsparcia sił specjalnych, 8 zwalczanie okrętów podwodnych i 5 ewakuacji medycznej. Oferta na AW149 została odrzucona z powodu terminu dostaw od 2019, a oferta PZL Mielec na S-70i Black Hawk/S-70B Seahawk z powodu braku uzbrojenia W czerwcu 2015 PZL Świdnik domagał się unieważnienia przetargu przez sąd, ale pozew oddalono w maju 2016 roku. 4 października 2016 Ministerstwo Rozwoju zakończyło negocjacje offsetowe z Airbus Helicopters bez podpisania kontraktu. W związku ze zgłoszeniem pilnej potrzeby operacyjnej na śmigłowce dla Wojsk Specjalnych i morskie śmigłowce poszukiwawczo-ratownicze w 2016 r. MON rozpoczął rozmowy z wszystkimi oferentami startującymi w poprzednim przetargu Oprócz AW149 PZL-Świdnik zaproponował śmigłowce morskie AgustaWestland AW101. W 2017 r. prowadzono niejawne rozmowy z producentami oraz analizowano oferty nadesłane przez PZL Mielec (Lockheed Martin), PZL-Świdnik (Leonardo) i Airbus Helicopters W 2019 i 2021 r. MON zakontraktował osiem S-70i dla Wojsk Specjalnych, a w 2019 r. cztery AW101 dla Marynarki Wojennej. 1 lipca 2022 r. MON zawarło z PZL Świdnik umowę zakupu 32 AW149 o wartości 8,25 mld PLN w ramach pilnej potrzeby operacyjnej, z terminem dostaw od 2023 do 2029 roku. 30 maja 2023 r. MON zamówiło w USA 800 kierowanych pocisków powietrze-ziemia AGM-114R2 Hellfire II jako uzbrojenie AW149. 30 października 2023 r. przekazano dwa pierwsze egzemplarze śmigłowców dla żołnierzy 25 Brygady Kawalerii Powietrznej. 4 czerwca 2024 roku uruchomiono w PZL-Świdnik linię montażu końcowego AW149. Ocenia się, że około 20 z zamówionyh śmigłowców ma powstać w większości w Polsce. Pierwszy wyprodukowany w polskich zakładach AW149, został oblatany 14 kwietnia 2025 roku, rozpoczynając tym samym swój cykl prób w locie.
Konkurs na dwa nowe śmigłowce przeznaczone dla Skrzydła Lotniczego Wojsk Lądowych przeprowadziła Macedonia Północna. Do konkursu stanęły Airbus ze swoimi H145M i H225M, Bell z Bell 412M, Lockheed Martin w koprodukcji z PZL Mielec i S-70M Black Hawk oraz Leonardo z AW149 i AW169M. 22 stycznia 2024 roku, macedońska minister obrony Slavjanka Petrovska ogłosiła zwycięzcę, którym został Leonardo i jego AW149 oraz AW169M. Macedonia ma pozyskać cztery AW149, każdy skonfigurowany do przewozu dwóch członków załogi i dwunastu żołnierzy oraz cztery AW169M, w konfiguracji do przewozu dwóch członków załogi i ośmiu żołnierzy.
Wielka Brytania poszukiwała od 2021 roku 44 śmigłowców dla zastąpienia w siłach zbrojnych: 23 Aérospatiale Puma, 5 Bell 212, 3 Bell 412 i 6 Eurocopter Dauphin. Nowa konstrukcja poszukiwana była w ramach programu New Medium Helicopter (NMH). 27 lutego 2024 roku, brytyjskie Ministerstwo Obrony ogłosiło, iż wysłało zaproszenie do negocjacji trzem firmom. Airbus Helicopters, który oferuje H175M, Leonardo S.p.A., z ofertą AW149 i Lockheed Martin z Sikorsky S-70M. Wyłonienie zwycięzcy konkursu spodziewane jest w 2025 roku. W kwietniu 2024 r. brytyjkie MoD zamówiło sześć lżejszych H145 na potrzeby obsługi zagranicznych baz na Cyprze i Brunei, gdzie wykorzystywano śmigłowce Puma HC2. W związku z koniecznością uruchomienia montażu śmigłowców w kraju, budżetem 1 mld GBP w sierpniu 2024 z postępowania wycofał się Airbus i Lockheed Martin.